# Kozmadamján
Kozmadamján (Кузмин) település Szerbiában, a Vajdaságban, a Szerémségi körzetben, Szávaszentdemeter községben. 1920 előtt Szerém vármegyéhez tartozott.

## Történelme
1920-ig Szerém vármegye Szávaszentdemeteri járásához tartozott. 1910-ben 3745 lakosából 82 magyar, 306 német és 3252 szerb nemzetiségű volt.
A településen megállóhelye volt a MÁV India-Vinkovce vasútvonalának. A típusterv szerinti épület máig üzemel.

## Demográfiai változások
| 1948  | 1953  | 1961  | 1971  | 1981  | 1991  | 2002  |
| ----- | ----- | ----- | ----- | ----- | ----- | ----- |
| 3 916 | 3 953 | 4 086 | 3 888 | 3 730 | 3 491 | 3 391 |